# Icíar Bollaín
Icíar Bollaín est une réalisatrice, scénariste et actrice espagnole, née le 12 juin 1967 à Madrid.

## Biographie
Icíar Bollaín Pérez-Mínguez est la fille d'un ingénieur aéronautique et d'une professeure de musique. Elle a une sœur jumelle, Marina. Très vite ces deux sœurs vont être passionnées par l’art et alors qu’Icíar se dirige vers le cinéma, sa sœur se dirige vers la chanson et l’opéra pour devenir chanteuse d’opéra. La réalisatrice a commencé sa carrière en tant qu'actrice à l'âge de 15 ans. Un an plus tard, à 16 ans, elle a été choisie par Victor Erice, un réalisateur espagnol, pour incarner le premier rôle dans son deuxième long métrage El sur (Le Sud). Ensuite, Icíar Bollaín a joué dans différents longs métrages, un opéra et une série télévisée : Miguel Servet, la sangre y la ceniza. Elle s'est inscrite à l'École des Beaux - Arts à l'Université complutense de Madrid, université qu'elle quittera peu de temps après afin de se consacrer entièrement au cinéma,. Elle affectionne la peinture impressionniste et elle aime peindre des portraits.
Au début de 1991, elle fonde, avec Santiago García de Leániz et Gonzalo Tapía, une maison de production, Producciones La Iguana. C'est à ce moment qu'elle fait ses premiers pas dans le monde de la réalisation. Baja corazón (1993) et Los amigos del Muerto (1994) sont quelques exemples de ses premières réalisations. La Iguana a produit depuis sa création près de vingt films. En 1995, Icíar Bollaín donne une autre tournure à sa carrière lorsqu'elle décide d'accompagner le réalisateur Ken Loach, avec qui elle avait travaillé dans le film sur la guerre civile espagnole Land and Freedom (1995), lors du tournage du drame social Carla's Song (1996) afin d'écrire un livre sur ce réalisateur anglais. Cet ouvrage s'intitule Ken Loach, un observador solidario et a été publié en 1996 par la maison d'édition El País-Aguilar.
En 1992, elle a été nommée Meilleure Actrice espagnole de l'année par la revue Billboard Turia et elle a reçu le 'Premio ojo crítico' II Millenium de Radio Nacional de España en 1993. Elle a aussi reçu le prix 'Ciudad de Cuenca' lors de la deuxième édition du Festival du cinéma 'Mujeres en Dirección' (Des femmes réalisatrices) à Cuenca pour son parcours professionnel. Elle est membre de l'Academia de las artes y las ciencias cinematográficas de España (l'Académie des arts et des sciences cinématographiques d'Espagne). En 2006, elle fonde, avec l'aide d'autres cinéastes, CIMA l'Asociación de mujeres cineastas y de medios audiovisuales (l'Association de Femmes cinéastes et des médias audiovisuels) et est membre de son Conseil d'Administration.
Elle vit en couple avec le scénariste écossais Paul Laverty, scénariste habituel des films de Ken Loach. Elle a fait sa connaissance pendant le tournage de Land and Freedom et ils ont eu trois enfants ensemble.

## Ses principaux longs métrages

### Flores de otro mundo(1999)
Il s'agit d'une œuvre qui peut également être utilisée comme moyen d'instruction pour des étudiants étrangers, parce qu'il montre à la fois plusieurs aspects clés de l'histoire de l'Espagne et de l'évolution socio-culturelle du pays.
Ce film raconte l'histoire de trois femmes, une Cubaine, Milady, une Dominicaine, Patricia, et une Espagnole, Marirrosi. Toutes les trois sont confrontées à plusieurs problèmes existentiels et se préoccupent pour leur avenir. Ces problèmes sont semblables à ceux subis par trois jeunes hommes d'un village dans la province de Guadalajara : Santa Eulalia, un petit village condamné à l'oubli et où il n'y a aucune femme en âge de se marier. Vite, Damián, Alfonso et Carmelo, les trois jeunes hommes, rencontrent les trois femmes dans une fête organisée par les hommes célibataires du village. C'est ainsi que commence une histoire pleine de rebondissements entre ces différents couples.
Cette œuvre cinématographique est utile d'un point de vue académique, non seulement pour son contenu historique mentionné ci-dessus, mais aussi parce qu'elle est présentée comme une fenêtre ouverte à travers laquelle le spectateur peut s'identifier à tout moment aux personnages et vivre avec eux les mêmes surprises et les mêmes impressions depuis l'arrivée des jeunes femmes à Santa Eulalia.
Un autre aspect essentiel du film est qu'il offre la possibilité de comprendre un autre aspect de la culture espagnole : les problèmes qu'on est susceptible de rencontrer lorsqu'on vit à la campagne. En même temps, Icíar Bollaín se préoccupe de préserver les stéréotypes classiques du village typique espagnol où le bar reste le meilleur endroit pour se réunir et y défendre ses idées.
Cependant, Icíar Bollaín n'oublie pas la question importante du sexisme qui régnait à l'époque même si elle prend le soin de l’atténuer grâce à des personnages comme Doña Gregoria, mère d'un des jeunes hommes du village, qui incarne le matriarcat rural.
Il ne faut pas oublier un autre point clé de cette histoire: l'étrangeté. Les sentiments d'étrangeté et de rejet d'autrui et de l'étranger qui sont présents au début du film avec l'arrivée des trois filles au village, se diluent à mesure que les relations d'amour entre les filles et les jeunes de Santa Eulalia se développent. Ceci est une solution claire au problème de l'étrangeté. Icíar Bollaín ne présente jamais un problème sans sa solution. En effet, elle introduit avec une intention pédagogique remarquable une idéologie d'intégration qui surmonte les barrières culturelles et raciales, un autre aspect important du long métrage.
Le fait qu'Icíar Bollaín ait choisi de plonger le scénario en pleine période de la bulle immobilière espagnole n'est pas fortuit; il s'agit d'un autre aspect qui montre de nombreuses autres caractéristiques et conséquences historiques qui, encore aujourd'hui, ont des répercussions sur la société espagnole, un clair exemple de cela serait la corruption qui frappe le pays.
En conclusion, sur le plan didactique, Flores de otro mundo permet d'analyser non seulement la question raciale, mais aussi le rôle des femmes de l'époque. Cela peut aussi être comparé à d'autres cas similaires dans lesquels la femme fait l'objet et devient le début d'un mouvement d'intégration sociale, le cas des femmes immigrantes mexicaines vers les États-Unis en est un exemple. Tout cela est dépeint à travers les figures et les personnalités des trois femmes protagonistes du film.

### Te doy mis ojos(Ne dis rien) (2003)
Ce film se caractérise par l'introduction d'un nouvel élément : la peinture. L'utilisation de l'art pictural enrichit la mise en scène et l'histoire en elle-même, en analysant la fonction narrative que peut avoir des œuvres de ce style au sein de la cinématographie.
Bien que la peinture n'ait pas un rôle majeur dans l'histoire de Pilar, une victime de sexisme, elle est cruciale pour le développement de la protagoniste et la progression de l'histoire du film. Ainsi, ce nouvel élément fonctionne plutôt comme un fil conducteur que comme l'axe narratif principal.
D'une certaine manière, grâce à l'introduction de la peinture, on observe tout au long du film la façon dont Pilar se débarrasse progressivement des chaînes qui la liaient à cette vie de violence et de maltraitance menée par son mari. Comme Icíar Bollaín l'a dit « lorsque Pilar rencontre l'art, elle commence à grandir et échapper à son isolement ». Cela est une leçon et un exemple que de nombreuses femmes qui souffrent comme Pilar pourraient prendre pour sortir de l'enfer de la femme maltraitée et se débarrasser définitivement de ses chaînes, comme Pilar fait dans le film.
Toutefois, on doit souligner que tout au long du film on ne prend pas qu'un seul tableau comme référence mais bien plusieurs tableaux (notamment sur la mythologie) qui refléteront l'évolution de la protagoniste au niveau personnel et social. À un certain moment de l'histoire, le spectateur peut même établir une claire relation entre la figure d'Orphée et le mari de Pilar. Ainsi, la peinture va servir en quelque sorte de reflet de tous les personnages.

### También la lluvia(Même la pluie) (2010)
Ce film d'Icíar Bollaín pourrait être parfaitement défini comme étant un « film dans un film » puisqu'on utilise deux histoires pour raconter la situation tendue qui existe en Bolivie. Une situation où tout est ancré et étroitement lié au patrimoine et à l'héritage colonial.
D'un côté, le film raconte le tournage d'un film à petit budget sur Christophe Colomb et la découverte de l'Amérique en 1492. D'un autre côté, parallèlement, on vit la célèbre guerre de l'eau de Cochabamba (Bolivie) qui a eu lieu en avril 2000.
Ce qu'Icíar Bollaín veut représenter, c'est la relation entre la découverte qui a marqué l'histoire de l'Occident en 1492 et les changements qu'a entraînés cet événement dans le pays. Pour ce faire, elle utilise un discours historiographique, un peu infidèle à la réalité mais différent du film de fiction.
En effet, Bollain va inventer une histoire un peu différente de la réalité historique mais qui permet toutefois d'imaginer, d'une certaine manière, toute l'histoire de l'Amérique du Sud à cette époque.

### L'Affaire Nevenka(2024)
En 2024, L'Affaire Nevenka, film ambitieux d'Iciar Bollain sur les droits des femmes, relate le combat de la femme politique Nevenka Fernández aux débuts du mouvement MeToo en Europe. La jeune actrice catalane Mireia Oriol joue le rôle principal.

## Travail social
En 2012, Icíar Bollaín a écrit et réalisé un court métrage pour montrer le travail de SOS Villages d'enfants et la vulnérabilité d'un grand nombre d'enfants en Espagne, appelé 1,2,3…CASA. En seulement dix minutes, Icíar Bollaín montre le travail des ONG et met en évidence la situation précaire et le manque de protection dont des milliers d'enfants en Espagne sont victimes. Le court-métrage tourne autour de témoignages de quelques jeunes qui ont passé leur enfance à Villages d'enfants et de déclarations de mères SOS.
SOS Villages d'enfants a pour objectif d'aider les enfants orphelins, abandonnés ou dont les familles ne peuvent pas s'en occuper. Cette organisation leur donne la possibilité de grandir pleinement dans une famille, appelée « famille SOS » qui se caractérise par quatre éléments :
- la mère SOS, qui habite dans la même maison et qui est avec l'enfant 24/7. Elle est responsable de nourrir, prendre soin et éduquer l'enfant ;
- les frères ;
- le foyer ;
- le village d'enfants SOS, composé en moyenne entre 6 et 12 familles, qui permet aux enfants de promouvoir les contacts sociaux pour leur développement personnel et en même temps sert de ponts vers la société[5].

Le court métrage 1,2,3 ...CASA a été présenté à Madrid le 13 décembre 2012. Le président de SOS Villages d'enfants en Espagne, Pedro Puig et le président et fondateur de l'agence de publicité El Laboratorio, Carlos Holemas ont assisté à la première. Se sont aussi rendues les mères SOS qui prennent soin des enfants des Villages d'enfants et quelques jeunes qui ont pu grandir sous la protection de l'ONG et qui sont devenus les protagonistes du film.

## Filmographie

### En tant qu'actrice
- 1983 : El sur (Le Sud) (Victor Erice)
- 1987 : Las Dos orillas (Juan Sebastián Bollaín)
- 1988 : Al acecho (Gerardo Herrero)
- 1987 : Mientras haya luz (Felipe Vega)
- 1988 : Malaventura : Rocío (Manuel Gutiérrez Aragón)
- 1989 : Miguel Servet, la sangre y la ceniza (feuilleton TV)
  - saison 1 épisode 5 : Un caballero andante o El hombre clandestino : Chica anabaptista
- 1989 : Venecias (Pablo Lorca)
- 1989 : El Mejor de los tiempos : Maria (Felipe Vega)
- 1990 : Doblones de a ocho : Anita (Andrés Linares)
- 1990 : Polvo enamorado (Javier López Izquierdo)
- 1991 : Sublet : Laura (Chus Gutiérrez)
- 1992 : Entretiempo : Sandra (Santiago García de Leániz)
- 1992 : Un Paraguas para tres (Un parapluie pour trois) : Alicia (Felipe Vega)
- 1993 : Una Gloria nacional (feuilleton TV)
- 1993 : Dime una mentira : María (Juan Sebastián Bollaín)
- 1993 : Tocando fondo : Araceli (Jose Luis Cuerda)
- 1993 : Jardines colgantes : Chica (Pablo Lorca)
- 1995 : Land and Freedom : Maite (Ken Loach)
- 1995 : Hola, ¿estás sola? : Chanteuse au karaoke (Iciar Bollain)
- 1994 : El Techo del mundo : Teresa (Felipe Vega)
- 1996 : Menos que cero : Amaya (Ernesto Tellería)
- 1996 : Niño nadie : Asun (José Luis Borau)
- 1998 : Subjúdice : Paula (Josep María Forn)
- 2000 : Leo : Leo (José Luis Borau)
- 2002 : La Balsa de piedra : Maria (George Sluizer)
- 2002 : Nos miran : Julia (Norberto López Amado)
- 2005 : La Noche del hermano : Julia (Santiago García de Leániz)

### En tant que réalisatrice

#### Longs métrages
- 1995 : Coucou, tu es seule ? (Hola, ¿estás sola?)
- 1999 : Flores de otro mundo
- 2003 : Ne dis rien (Te doy mis ojos)
- 2007 : Mataharis
- 2010 : Même la pluie (También la lluvia)
- 2011 : Katmandou, un miroir dans le ciel (Katmandú, un espejo en el cielo)
- 2016 : L'Olivier (El olivo)
- 2018 : Yuli
- 2020 : Le Mariage de Rosa (La boda de Rosa)
- 2021 : Les Repentis (Maixabel)
- 2024 : L'Affaire Nevenka (Soy Nevenka), sur la femme politique Nevenka Fernández

#### Courts métrages
- 1992 : Baja, corazón
- 1993 : Los Amigos del muerto
- 2000 : Amores que matan
- 2002 : Viajes con mi abuela
- 2004 : ¡Hay motivo! - segment Por tu propio bien
- 2012 : 1, 2, 3... CASA[7]

#### Documentaires
- 2001 : Sara, una estrella (José Briz Méndez)
- 2014 : En tierra extraña

#### Clip
- Romper[8] de l'album Dramas y Caballeros, de Luis Ramiro (2009)

### En tant que scénariste
- 1992 : Baja corazón
- 1993 : Los Amigos del muerto
- 1995 : Hola, ¿estás sola? (Coucou, tu es seule ?)
- 1999 : Flores de otro mundo
- 2000 : Amores que matan
- 2002 : Poniente
- 2003 : Te doy mis ojos (Ne dis rien)

## Publication
- Ken Loach, un observador solidario, éditions El País-Aguilar, 1996

## Distinctions

### Prix Goya
|      | Catégorie                    | Film                  | Résultat |
| 2010 | Meilleur réalisateur         | Même la pluie         | Nommée   |
| 2010 | Meilleur scénario original   | Même la pluie         | Nommée   |
| 2007 | Meilleur réalisateur         | Mataharis             | Nommée   |
| 2007 | Meilleur scénario original   | Mataharis             | Nommée   |
| 2003 | Meilleur réalisateur         | Ne dis rien           | Lauréate |
| 2003 | Meilleur scénario original   | Ne dis rien           | Lauréate |
| 2000 | Meilleure actrice            | Leo                   | Nommée   |
| 1999 | Meilleur scénario original   | Flores de otro mundo  | Nommée   |
| 1995 | Meilleur nouveau réalisateur | Coucou, tu es seule ? | Nommée   |

### Reconnaissance
En 2021, le ministère de l'Éducation, de la Culture et des Sports espagnol lui remet la médaille d'or du mérite des beaux-arts.